# سی‌ای۱۹-۹
سی‌ای۱۹-۹ (به انگلیسی: CA19-9) یا پادگن کربوهیدرات ۱۹-۹ که با نام آنتی‌ژن سرطان ۱۹-۹ هم شناخته می‌شود گونه‌ای نشانگر تومور یا تومورمارکر است که بیشتر در تشخیص سرطان لوزالمعده کاربرد دارد.
این مارکر ابتدا در سال ۱۹۸۱ در بیماران مبتلا به سرطان روده بزرگ و سرطان لوزالمعده کشف شد.